# 菸鹼素
菸鹼素包括菸鹼酸、菸鹼醯胺及其他具有類似之生物活性的衍生物。
也可由色胺酸合成。

## 主要功能
維護消化道、皮膚、神經之健康，並參與氧化還原之功能，也扮演著細胞呼吸作用及神經電子傳遞的重要角色。

## 缺乏時之症狀
缺乏菸鹼素時可能會引起、煩躁、失眠、神經衰弱、神經疲勞、口角炎等嚴重症狀，但其缺乏時所表現在外在之位置在於皮膚，皮膚顏色會逐漸變深、脫皮等現象，間接引發癩皮病，在內部消化系統也會受到損傷，可能會引起噁心嘔吐等症狀，在神經系統上可能會引起精神分裂。

## 毒性
目前並未有實驗研究指出對人體有毒性顯示，除非超過醫生指示而使用高劑量之菸鹼素才會導致副作用的發生。